# 井上優佳
井上 優佳（いのうえ ゆか、1989年8月8日 - ）は、日本の女性声優。島根県出身。

## 略歴
少女時代には夢を2つ持っており、1つはモーニング娘。に加入しアイドルになることで、もう1つは声優だった。
アニメ中毒だった中学1年生の時に、友人から「声優という職業はなんなのか」を教わったことが声優になるきっかけとなった。
アミューズメントメディア総合学院声優学科卒業。
以前はゆーりんプロに所属。
デビュー作は外国映画『ムーンプリンセス』。

## 人物
趣味は読書、芸術鑑賞、アクセサリー集め。特技は中国語日常会話、UFOキャッチャー、裁縫。
資格は初級システムアドミニストレータ。
座右の銘は「なせばなる、なさねばならぬ、何事も」。

## 出演

### テレビアニメ
- ガールズ&パンツァー（2012年、左衛門佐〈杉山清美〉[8]）

### OVA
- ガールズ&パンツァー「これが本当のアンツィオ戦です!」（2014年、左衛門佐〈杉山清美〉[9]）
- ガールズ&パンツァー 最終章（2017年 - 2023年、左衛門佐、浜田紀代、西原八十子[10]、船舶科）

### 劇場アニメ
- ガールズ&パンツァー 劇場版（2015年、左衛門佐〈杉山清美〉、浜田）

### ゲーム
- 水月 弐（2011年、女子部員A）
- ガールズ&パンツァー 戦車道、極めます!（2014年、左衛門佐〈杉山清美〉[11]）
- ガールズ&パンツァー ドリームタンクマッチ（2018年、左衛門佐[12]）

### 吹き替え
- スコージ（リディア）
- ムーンプリンセス

### ナレーション
- アスカ フルーツビオスイッツランドホワイト
- トヨタレンタリース埼玉（馬）
- エコプロ 富士通ブース（ヤマネコ）
- ダイレクトテレショップ（女性モニター）
- アミューズメント総合学院ラジオCM
- 八王子ホテルニューグランドCM

### VP
- 横浜水道局（はまぴょん）
- NHK国語DVD 誰が食べたのでしょう（あすか）
- もんじゅってなんだろう?（ペレット君）

### WEBドラマ
- 神々のヴァーミリオン

### YouTube
- 黒杏・くろあんず「ひとりかくれんぼ実況#2 探す者」（2022年、CV・ナレーション[13]）

### 舞台
- 藤川流舞踏会「座頭市」
- ゆーりんプロ プロデュース公演
  - 真実の邪馬台国
  - 白雪姫